# شوانگفوپو
شوانگفوپو (به لاتین: Shuangfupu) یک شهرک در جمهوری خلق چین است که در Ningxiang City واقع شده‌است. شوانگفوپو ۶۲٫۹ کیلومتر مربع مساحت و ۴۷٬۰۰۰ نفر جمعیت دارد.